# Henk Jaap Beentje
Henk Jaap Beentje (1951) è un botanico olandese.

## Alcune opere
- A Field Guide to the Acacias of Kenya, Malcolm Coe, Henk Beentje & Rosemary Wise, Oxford University Press (1992), ISBN 0-19-858411-3
- Kenya Trees, Shrubs, and Lianas, Henk Beentje, Joy Adamson & Dhan Bhanderi, National Museums of Kenya (1994), ISBN 9966-9861-0-3
- The Palms of Madagascar, John Dransfield, Henk Beentje, Margaret Tebbs & Rosemary Wise, Royal Botanic Gardens, Kew (1995), ISBN 0-947643-82-6
- Field Guide to the Palms of Madagascar, John Dransfield, Henk Beentje, Adam Britt, Tianjanahary Ranarivelo & Jeremie Razafitsalama, Kew Publishing (2006), ISBN 1-84246-157-5